# Голобров
Голобров (Neodrepanis) — рід горобцеподібних птахів родини асітових (Philepittidae). Містить два види.

## Поширення
Ендеміки Мадагаскару. Трапляються у дощових лісах на півночі та сході острова.

## Опис
Дрібні птахи завдовжки 8-9 см. Вони мають довгий зігнутий дзьоб з довгим язиком, що пристосовані для живлення нектаром. Самці яскраво забарвлені у синій та жовтий кольори. Самиці тьмяніші.

## Види
- Голобров довгодзьобий (Neodrepanis coruscans)
- Голобров короткодзьобий (Neodrepanis hypoxanthus)